# Kočki Vrh
Kočki Vrh je naselje v Občini Sveti Jurij ob Ščavnici.